# Cantó de Varennes-sur-Amance
El cantó de Varennes-sur-Amance (anteriorment anomenat cantó de Terre-Natale) és un cantó francès del departament de l'Alt Marne, situat al districte de Langres. Té 13 municipis i la capital és Varennes-sur-Amance.
De l'1 d'agost de 1972 fins a l'1 de gener de 2012 es va anomenar cantó de Terre-Natale.

## Municipis
- Arbigny-sous-Varennes
- Celles-en-Bassigny
- Champigny-sous-Varennes
- Chézeaux
- Coiffy-le-Bas
- Haute-Amance
- Laneuvelle
- Lavernoy
- Marcilly-en-Bassigny
- Plesnoy
- Rançonnières
- Varennes-sur-Amance
- Vicq

## Història
| Data d'elecció                           | Identitat                   | Partit                               | Qualitat |
| ---------------------------------------- | --------------------------- | ------------------------------------ | -------- |
| 1945-1955                                | Pierre Mathey               | radical                              |          |
| 1945-1956                                | Camille Perfetti            | radical                              |          |
| 1956-1970                                | M. Marchand                 | UDF                                  |          |
| 1970-1988                                | Roger Collin                | Divers gauche, després divers droite |          |
| 1988-                                    | Pierre Yves Marie Rousselot | Divers droite                        |          |
| les dades anteriors no són pas conegudes |                             |                                      |          |
|                                          |                             |                                      |          |

## Demografia
| A partir de 1990: Població sense dobles comptes |